# Die Möbius-Affäre
Die Möbius-Affäre (Originaltitel: Möbius) ist ein Spionagefilm von Éric Rochant aus dem Jahr 2013, der als Koproduktion von Frankreich, Belgien und Luxemburg entstand. In den Hauptrollen sind Jean Dujardin und Cécile de France zu sehen.

## Handlung
Die CIA hat die Finanzexpertin Alice als Traderin bei der RBI-Bank in Monaco untergebracht, um Informationen über den russischen Oligarchen Ivan Rostovsky zu beschaffen. Auch Moïse vom FSB will Alice anwerben, um mit Informationen über Rostovsky die Karriere seines Chefs und Mentors Cherkachin voranzutreiben. Zu diesem Zweck setzt er seine Agentenkollegin Sandra auf Alice an. Sandra gibt vor, von der örtlichen Finanzpolizei zu sein, und macht Alice das gleiche Angebot wie die CIA: Für das Ausspionieren von Rostovsky kann Alice zurück in die Vereinigten Staaten, wo sie seit ihrer Beteiligung an der Lehman-Pleite nicht mehr arbeiten darf. Auf Anweisung der CIA lässt sich Alice widerwillig darauf ein. Ivan Rostovsky ist ebenfalls an Alice interessiert, aber vor allem wegen ihrer Fähigkeit, Kreisläufe zur Geldwäsche aufzubauen. Sein Sicherheitschef Khorzov ist jedoch misstrauisch.
Um Alice besser einschätzen zu können, will Moïse persönlich ein Auge auf sie werfen. In einem russischen Club, in den Rostovsky Alice ausführt, lernen sie sich kennen. Alice begleitet Moïse, der sich als Buchautor ausgibt, in eine Bar. Sie kommen sich näher und schlafen in einem Hotel in Nizza miteinander. Tags darauf versucht Rostovsky, der über ihren Hotelbesuch informiert ist, Alice während einer Fahrt in eine abgelegene Gegend unter Druck zu setzen, könnte ihr heimlicher Liebhaber doch ein feindlicher Agent sein. Trotz Khorzovs Einwänden, Alice nicht trauen zu können, zeigt sich Rostovsky versöhnlich und betraut Alice mit seinen Geschäften.
Entgegen der ausdrücklichen Anweisung seines Chefs, sich von Alice fernzuhalten, trifft sich Moïse mit Alice zu einer Liebesnacht heimlich in ihrer Wohnung. Dort taucht unerwartet Khorzov auf und zwingt Moïse, mit ihm zu gehen. Von Khorzov als Agent enttarnt, bringt Moïse ihn bei einem Kampf im Fahrstuhl um und legt die Leiche vor Rostovskys Villa ab. Alice, die aus Angst um Moïse den FSB alarmiert und damit droht auszusteigen, ist erleichtert, als er am Morgen unversehrt bei ihr eintrifft und vorschlägt, gemeinsam nach Kanada zu gehen.
Während Alice in Moskau Rostovsky mit einem ausgeklügelten Scheinfirmensystem bei der Geldwäsche hilft, lässt sie dem FSB heimlich Unterlagen über die illegalen Geschäfte des Oligarchen zukommen. Dieser macht ihr wie schon zuvor Avancen, doch weist sie ihn ab. Einen Anruf auf Moïses Handy – Alice hofft, ihn bald in Montreal wiederzusehen – kann dieser während der Observation von Alice vor seinen Agentenkollegen kaschieren und so ihre Liebesbeziehung weiter geheim halten.
Alice und Moïse, die nichts von der Agententätigkeit des jeweils anderen wissen, treffen bei einem geheimdienstlichen Manöver der CIA in einem Moskauer Luxusrestaurant wieder aufeinander. Mit Männern der CIA sitzen sie an unterschiedlichen Tischen. Alice wird darüber aufgeklärt, dass der Mann, den sie liebt, eigentlich Grégory Lioubov heißt und Agent des FSB ist, und Moïse erfährt, dass Alice und so letztlich auch er selbst für die CIA gearbeitet haben. Das geschah – wie ihm ein CIA-Mann erklärt – wie bei einem Möbiusband, bei dem die Außen- und Innenseite eine gemeinsame Fläche bilden. Verletzt und desillusioniert stehen sich Alice und Moïse gegenüber; Alice verlässt schließlich das Restaurant.
Wegen der vom FSB gesammelten Informationen verlässt Rostovsky überstürzt Russland und geht nach London ins Exil. Unter der Androhung, Moïses Mentor Cerkachin auffliegen zu lassen, der gerade erst im FSB über den Rostovsky-Eklat nach ganz oben aufgestiegen ist, arbeitet Moïse inzwischen als Maulwurf für die CIA. Cerkachin kommt jedoch dahinter und will ihn dazu einsetzen, Desinformationen an die Amerikaner zu schicken. In Brüssel, wo sich Alice derzeit als neue Finanzberaterin der amerikanischen NATO-Delegation aufhält, lässt Rostovsky einen Giftanschlag auf sie verüben. Sie überlebt zwar, erleidet jedoch einen schweren Hirnschaden. Moïse, der von Sandra davon erfährt, eilt zu ihr ins Krankenhaus, findet Alice aber nur mit leerem Blick auf ihrem Bett sitzend vor. Als er sie in seine Arme nimmt, erwidert sie nach kurzem Zögern die Umarmung, und es scheint, dass sie sich an ihn erinnert.

## Hintergrund

### Idee und Vorgeschichte
Die Idee zum Film kam Regisseur Éric Rochant durch seine Lebensgefährtin, die sich von ihm einen Film wie Alfred Hitchcocks Berüchtigt (1946) gewünscht habe. Entstanden sei so eine Liebesgeschichte vor dem Hintergrund der Spionage, in der sich das Liebespaar wie bei Hitchcock nicht wirklich lieben könne. Mit dem Thriller Staatsauftrag: Mord (1994), dem weder beim Publikum noch bei den Kritikern Erfolg beschieden war, hatte Rochant bereits in den 1990er Jahren einen Spionagefilm gedreht und sich dabei intensiv mit dem Genre beschäftigt und entsprechend zur CIA, den KGB und ihren französischen und britischen Pendants recherchiert. Für Die Möbius-Affäre ließ er sich vor allem von Robert Littells Roman über die CIA unter dem Titel Die Company (2002) inspirieren.
Der Film bedeutete für Rochant als Regisseur die Rückkehr auf die Leinwand, nachdem er zuletzt im Jahr 2006 die Komödie L’Ecole pour tous inszeniert hatte und es ihm seit dem Misserfolg von Staatsauftrag: Mord immer wieder schwer gefallen war, neue Projekte realisieren zu können.

### Besetzung und Dreharbeiten
Nach dem immensen Erfolg von Michel Hazanavicius’ Filmhommage The Artist (2011), für die er in der Rolle eines Stummfilmschauspielers den Oscar und zahlreiche weitere Auszeichnungen erhalten hatte, entschied sich Jean Dujardin bewusst für die männliche Hauptrolle in Rochants Film, da sie es ihm ermöglichte, zu einer anderen Spielweise überzugehen. „Nach The Artist, wo ich gefordert war, besonders ausdrucksvoll zu sein, fand ich es interessant, mich zurückhaltender zu zeigen“, so der Schauspieler. Um seine Rolle überzeugend spielen zu können, absolvierte Dujardin ein Muskelaufbautraining, nahm Russischunterricht und ließ sich in die russische Kampfkunst Systema einweisen, die von den Spezialeinheiten des russischen Geheimdienstes FSB eingesetzt wird. Die weibliche Hauptrolle wurde auch Audrey Tautou angeboten und ging schließlich an ihre Schauspielkollegin aus der L’auberge-espagnole-Filmreihe, Cécile de France. Bei der Besetzung von Ivan Rostovsky fiel Rochants Wahl auf Tim Roth, der ihm zufolge dem russischen Oligarchen Roman Abramowitsch äußerlich sehr ähnlich sehe.

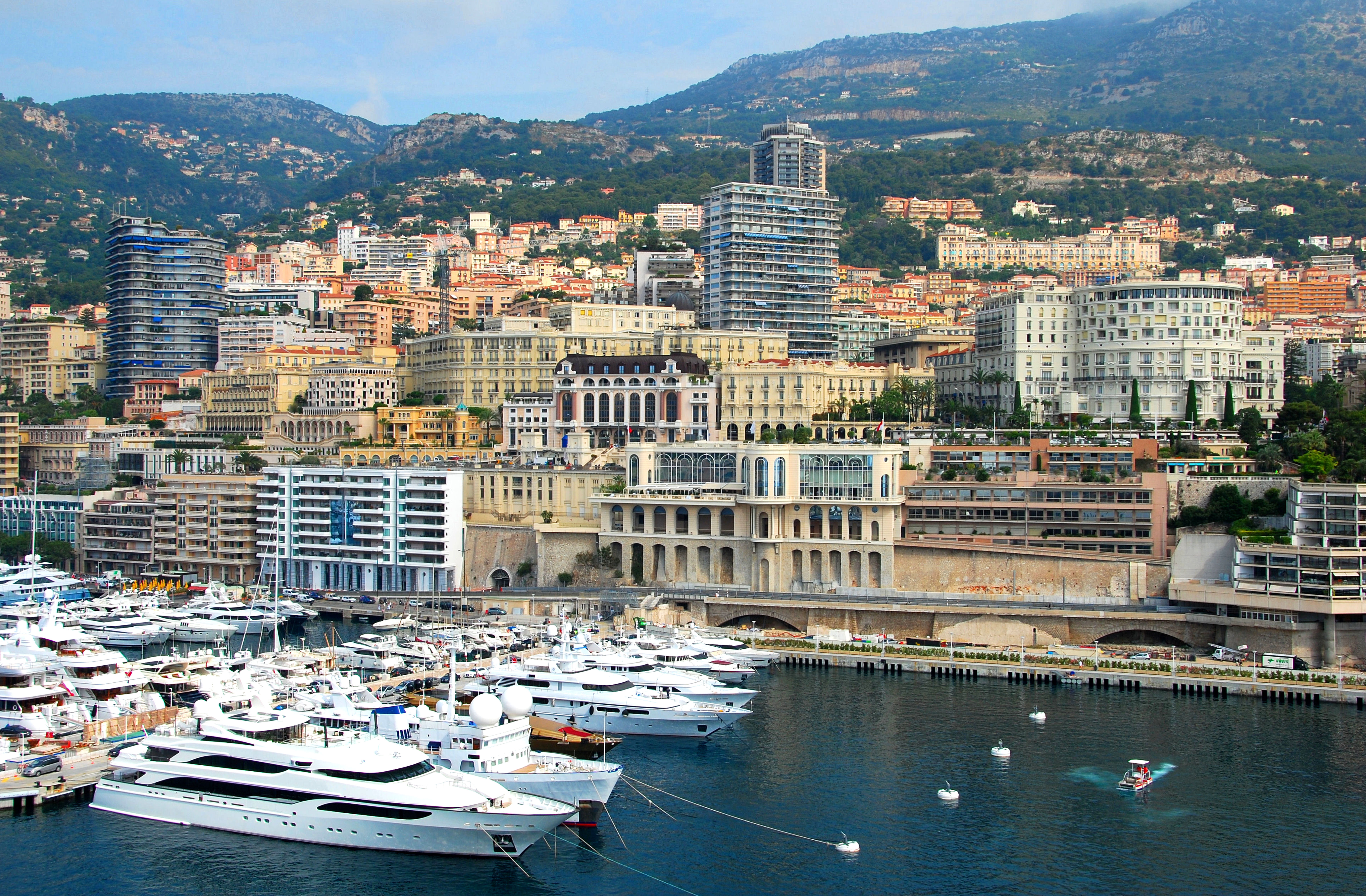
Blick auf Monaco, ein Drehort und Schauplatz des Films

Die Dreharbeiten fanden vom 22. Mai bis 27. Juli 2012 in Südfrankreich, Monaco, Belgien, Luxemburg, Russland und in der Ukraine statt. Einzelne Drehorte waren unter anderem Kiew (Straßenszenen von Moskau) und Brüssel sowie – an der Côte d’Azur im Département Alpes-Maritimes – die französische Gemeinde Beausoleil (Hôtel Riviera Palace als Wohnhaus von Alice) und die Städte Menton (Straßenszenen von Monaco), Cannes (Palais Vénitien als Rostovskys Villa) und Nizza (Hôtel Gounod). Für das Szenenbild war dabei Philippe Chiffre zuständig. Als Kostümbildnerin trat Carine Sarfati in Erscheinung. Das Budget des von EuropaCorp koproduzierten Films belief sich auf über 15 Millionen Euro.

## Soundtrack
Die Filmmusik stammt von dem Singer-Songwriter Jonathan Morali, dem Frontmann der Indie-Rock-Band Syd Matters, der damit zum ersten Mal die Musik für einen Film schrieb. Neben der Filmmusik und alten Aufnahmen vom Chor der Roten Armee mit Interpretationen des russischen Volksliedes Ach ty, step’ schivokaja und des Arbeiterliedes Warschawjanka sind im Film mehrere zeitgenössische Songs zu hören:
- Hide and Seek (Liv Spencer House of House Remix) von Mirrors
- Stop von Olga Kouklaki
- Blue Steel (Still Going Remix) von Bot’Ox
- Neighborhood #1 (Tunnels) von Arcade Fire
- Time to Dance von The Shoes

Der Soundtrack zum Film wurde am 25. Februar 2013 von Because Music mit 23 Tracks digital veröffentlicht. Zu den Tracks gehören neben Moralis Filmmusik die beiden vom Chor der Roten Armee gesungenen Lieder sowie die Songs Stop und Blue Steel (Still Going Remix).

## Rezeption

### Veröffentlichung
Der Film kam am 27. Februar 2013 in die französischen und belgischen Kinos. In Frankreich wurde er von knapp 1,1 Millionen Zuschauern gesehen. Weltweit spielte er rund 9,5 Millionen Dollar an den Kinokassen ein. Am 31. Juli 2013 kam der Film in der Schweiz in die Kinos. Am 1. August 2013 folgte der Kinostart in Deutschland, wo Die Möbius-Affäre am 10. Oktober 2013 auch auf DVD und Blu-ray veröffentlicht wurde. Am 8. September 2015 wurde der Film von ServusTV erstmals im deutschsprachigen Fernsehen ausgestrahlt.

### Kritiken
Barbara Schweizerhof von der Welt bezeichnete Die Möbius-Affäre als „Agenten-Film, der grandios ohne James-Bond-Manie auskommt“. Die Liebesgeschichte, die den Film „auf so attraktive Weise aus der Zeit gefallen erscheinen lässt“, profitiere vor allem von der Attraktivität der beiden Hauptdarsteller, die „hier so gut und zugleich so einsam [aussehen], dass man als Zuschauer ihrer Begegnung regelrecht entgegenfiebert“. Zusammen mit den komplizierten Umständen ihrer Verbindung verleihe dies dem Film „eine erotische Aufgeladenheit, wie man sie schon lang in keinem Film mehr erlebt hat“. Für Susan Vahabzadeh von der Süddeutschen Zeitung war der Film „ein Geheimdienstthriller der französischen Art – mit extrem wenig Gewalt, dafür herzerwärmend und äußerst spannend“.
Andreas Platthaus von der Frankfurter Allgemeinen Zeitung fand den Film „[u]nplausibel“, wenn er zeitweilig so tue, als ob die komplizierten Verwicklungen in der Finanzbranche, zwischen Oligarchen, Geheimdiensten und korrupten Zwergstaaten „durch das geschickte Spiel zweier Liebender auszuhebeln wären“. Von der Optik her könne der an der Côte d’Azur spielende Thriller durchaus mit Hitchcocks Über den Dächern von Nizza mithalten – die Ortschaften und Küstenlandschaft seien von Kameramann Pierre Novion „meisterhaft fotografiert“ und Cécile de France und Jean Dujardin seien „ein bildschönes Paar“. Die Szenen, in denen sie sich in den Nachtclubs „Destiny“ und „Apocalypse“ kennenlernen und näherkommen, seien „[z]ehn Minuten Traumkino“. Der Film sei daher „[a]ls Solo für zwei […] großartig“. Tim Roth sei wiederum in seiner Rolle „verheizt“ worden und die jeweiligen Agenten von CIA und FSB seien nicht mehr als „eine Versammlung von Abziehbildern“. Dass die beiden Liebenden nicht wie geplant ihr Glück fänden, sei zu begrüßen. Ihr erneutes Aufeinandertreffen in einem Restaurant, wo ihnen die Agententätigkeit des jeweils anderen klarwerde, sei dabei „das souveräne Gegenstück zur Clubszene, die sie zusammengeführt hatte“.

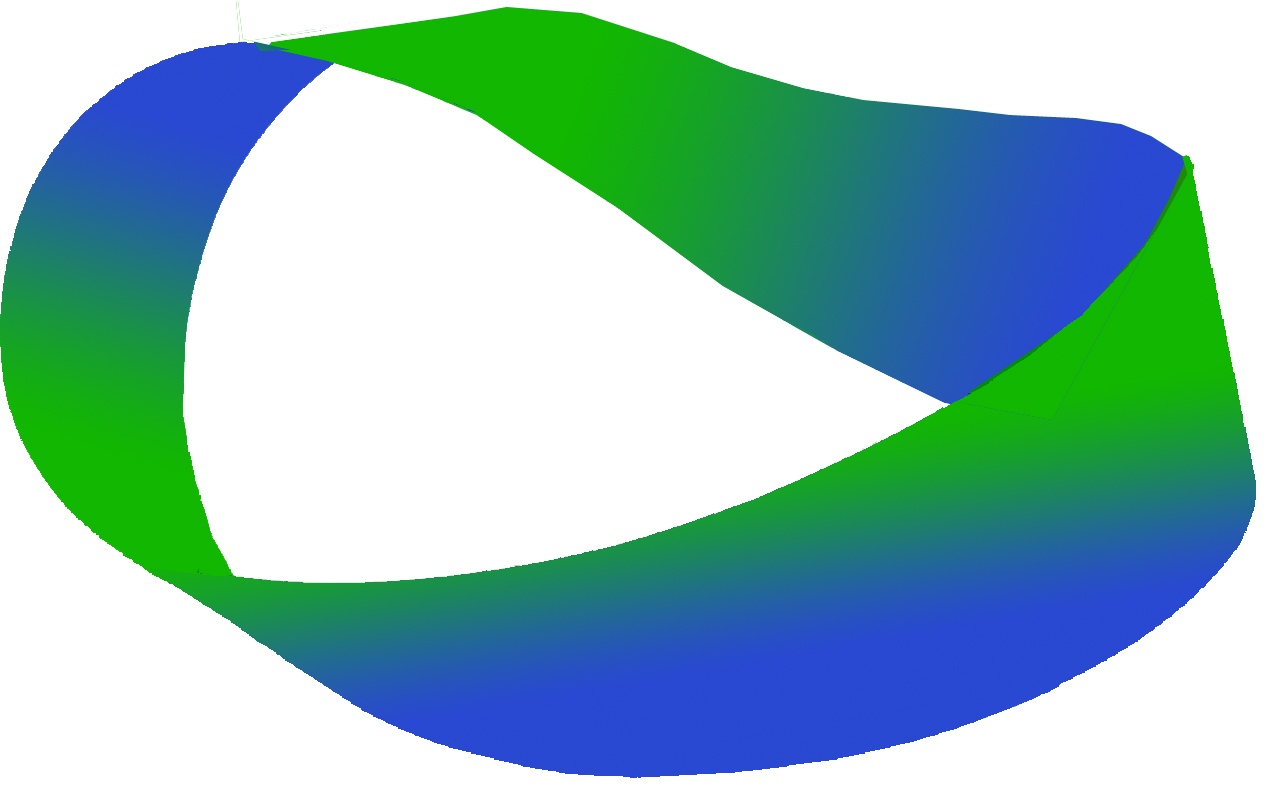
Möbiusband

Mit Verweis auf die Sinnhaftigkeit des Filmtitels – der Thriller entspreche gleich auf mehreren Ebenen der geometrischen Form des Möbiusbandes – lobte die Filmzeitschrift Cinema die an Hitchcocks Berüchtigt erinnernde „Raffinesse“, mit der Rochants Film „zwischen Spionagefilm und Liebesdrama [changiert]“. Der Plot sei dabei „so komplex, dass sich die einzelnen Wendungen im Nachhinein kaum noch rekonstruieren lassen“. Wer aufmerksam und hochkonzentriert bei dem „ausgeklügelten Katz-und-Maus-Spiel“ am Ball bleibe, werde jedoch belohnt: mit einer Mischung aus der „zeitlos[en] Eleganz der Bond-Abenteuer“ und „der Cleverness eines Spionagethrillers von John le Carré“, aber noch viel mehr mit „der erotischen Spannung“ zwischen den beiden Hauptdarstellern: „In den Liebesszenen entfaltet der Film eine Intimität und Wahrhaftigkeit, die einem den Atem raubt“, so Cinema. Das abschließende Urteil lautete: „Atmosphärisch bestechender Spionagethriller, clever konstruiert und brillant besetzt.“ Auch die Programmzeitschrift TV Spielfilm, die den Film mit dem Fazit „[e]del gestylt, sinnlich und wendungsreich“ zusammenfasste, empfahl, sich beim Zuschauen nicht ablenken zu lassen, weil man sonst der Handlung nicht mehr folgen könne und „vielleicht eine der sinnlichsten Sexszenen der jüngeren Filmgeschichte [verpasst]“.
Das Lexikon des internationalen Films sah in Die Möbius-Affäre einen „in der [weiblichen] Hauptrolle bewundernswert wandlungsfähig gespielt[en] Genrefilm“, der „die Handlung intelligent zu einem undurchschaubaren internationalen Machtkampf [verknotet]“. An die Filme von Hitchcock anknüpfend, habe er „souverän seine Partitur aus Lügen und Geheimnissen ohne Knalleffekte“ gemeistert. Prisma lobte in erster Linie die „brillanten Hauptdarsteller“, die über ihre Augen und Blicke „viele Holprigkeiten in der Erzählstruktur“ wieder wettgemacht hätten. Als Zuschauer wisse man ab einem zu frühen Zeitpunkt „zu viel“, was der Spannung abträglich sei und „die eigentlich gekonnt konstruierten Twists“ eher verpuffen lasse.

## Deutsche Fassung
Die deutsche Synchronfassung entstand bei der TaurusMedia Synchron in München nach dem Dialogbuch von Marina Köhler, die auch die Dialogregie übernahm. Während in der Originalfassung neben Französisch auch Englisch und Russisch gesprochen wird, ist die deutsche Fassung durchgehend deutsch synchronisiert.
| Rolle                    | Darsteller         | Synchronsprecher  |
| ------------------------ | ------------------ | ----------------- |
| Moïse / Grégory Lioubov  | Jean Dujardin      | Torben Liebrecht  |
| Alice / „Crapule“        | Cécile de France   | Tanja Geke        |
| Ivan Rostovsky           | Tim Roth           | Frank Röth        |
| Sandra                   | Émilie Dequenne    | Maren Rainer      |
| Khorzov / „Diamant“      | Aleksei Gorbunow   | Arthur Galiandin  |
| Cherkachin / Quitusais   | Wladimir Menschow  | Reinhard Glemnitz |
| De Maux                  | Eric Viellard      | Jacques Breuer    |
| Joshua                   | John Lynch         | Crock Krumbiegel  |
| Bob                      | Wendell Pierce     | Thomas Albus      |
| Vater von Alice          | Michael J. Shannon | Erich Ludwig      |
| CIA-Agent mit Möbiusband | Brad Leland        | Claus Brockmeyer  |